# 안가라-1.2pp
안가라-1.2pp(Angara-1.2 pervyy polyot, Angara-1.2 first flight)는 러시아의 우주로켓이다.

## 역사

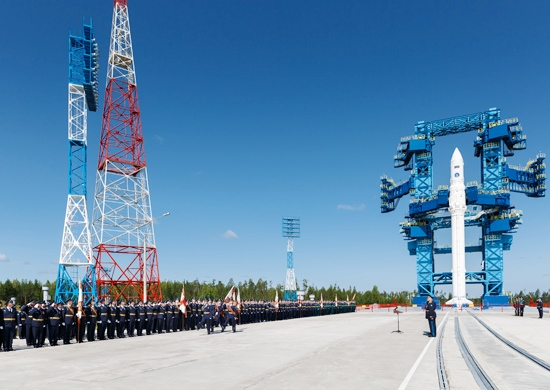
2015년 플레세츠크 우주 기지의 안가라-1.2

앙가라 로켓은 현재 운용 중인 프로톤 로켓 대체용으로 지난 1994년부터 흐루니체프 우주센터에서 개발해 왔다. 앙가라 개발에는 1천600억 루블(약 5조원) 이상이 투자되었다.
안가라-1.2pp는 2014년 7월 9일 12:00 UTC (16:00 러시아 현지시간)에 플레세츠크 우주 기지 35/1 발사장에서 발사되었다. 1.43톤의 화물을 싣고 준궤도 비행을 하였으며, 22분간 5,700 km를 비행해 캄차카반도의 쿠라 미사일 시험장까지 날아갔다. 플레세츠크에서 쿠라까지는 보통 ICBM 시험발사에 사용되는 경로인데, 안가라 로켓을 ICBM처럼 시험발사했다. 러시아군은 발사가 성공했다고 확인했다.
그러나, 사진은 2010년 발사 장면이어서, 2014년 발사가 최초는 아닐 수도 있다.
원래 안가라 1.2는 3.8톤의 인공위성을 발사할 수 있다.
러시아 군사 전문가는 "지금까지는 러시아가 카자흐스탄에서 임대해 사용하는 바이코누르 우주기지에서만 중량급 군사위성을 발사할 수 있어 신속한 군사우주활동에 제약이 있었지만 앙가라 개발 성공으로 플레세츠크 우주기지에서도 중량급 위성을 발사할 수 있게 됐다"고 설명했다. 미사일 발사 조기경보 위성 및 첩보 위성 등을 자체적으로 쏘아 올릴 수 있게 됐다고 소개했다.

## 구성

### URM-1
안가라 1.2는 나로호처럼 2단 로켓이다. 2013년 1월 30일 발사성공한 나로호에 사용된 URM-1을 1단으로 사용한다. 나로호는 하드웨어는 그대로인데, 소프트웨어만 조정을 하여 엔진 출력을 196톤에서 170톤으로 줄였었다. 이번 안가라 1.2 최초 발사에서는 196톤 추력을 내었다. URM-1을 최대출력으로 첫발사했다.

### URM-2
RD-0124 엔진을 사용한다. 한국은 나로호 사업이 모두 취소되었다고 보도되지만, 2017년 6월 현재 RD-0124 엔진을 개발중이다.

## 같이 보기
- 나로호
- 안가라 로켓